# لي فلين
لي فلين (بالإنجليزية: Lee Flynn)‏ (4 سبتمبر 1973 في المملكة المتحدة - ) هو لاعب كرة قدم بريطاني في مركز الدفاع. لعب مع ستيفيناغ بوروه ونادي بارنت ونادي هايز ونادي كامبريدج ستي وسانت ألبانز سيتي ونادي سودبوري وThurrock F.C. ‏ وHendon F.C. ‏ وداغنهام وريدبريدج ونادي رومفورد ‏ وغرايز أتلاتيك ‏.

## وصلات خارجية
- لي فلين على موقع قاعدة بيانات كرة القدم.إي يو (الإنجليزية)
- لي فلين على موقع Soccerbase.com (لاعب) (الإنجليزية)